# Hákonarson
Hákonarson ist ein isländischer Name.

## Bedeutung
Der Name ist ein Patronym und bedeutet Sohn des Hákon. Die weibliche Entsprechung ist Hákonardóttir  (Tochter des Hákon).

## Namensträger
- Einar Hákonarson (* 1945), isländischer Maler und Grafiker
- Eiríkr Hákonarson (960er–1020er), Earl of Lade, Herrscher über Norwegen und Earl of Northumbria
- Grímur Hákonarson (* 1977), isländischer Regisseur und Drehbuchautor
- Sveinbjörn Hákonarson (* 1957), isländischer Fußballspieler
- Sveinn Hákonarson († 1016), Earl of Hlaðir and Mitherrscher über Norwegen von 1000–1015